# Искра (футбольный клуб, Рыбница)
«Искра» (рум. Iskra) — молдавский футбольный клуб из города Рыбница. Основан 19 июня 2009 года. В настоящее время выступает в Дивизионе «A», домашние матчи команда проводит на Городском стадионе Рыбницы, вмещающем 5000 зрителей.

## История
По итогам сезона 2013/14 команда заняла пятое место в группе «Север» Дивизиона «Б». Сезон 2014/15 «Искра» завершила на втором месте в той же группе Дивизиона «Б». В сезоне 2015/16 команда вернулась в Дивизион «A». Перед стартом чемпионата команда одержала победы в товарищеских встречах против дубля тираспольского «Шерифа» со счётом 4:3, и второй команды «Дачии» со счётом 2:1.
В 2016 году команда выиграла чемпионат Приднестровья. В сентябре 2019 года «Искра» стала обладателем Кубка Приднестровья по футболу.

## Главные тренеры
| Тренер            | Гражданство | Начало | Конец |
| ----------------- | ----------- | ------ | ----- |
| Сергей Ионашко    | Молдова     | 2014   | 2017  |
| Анатолий Чеботарь | Молдова     | 2018   | н.в.  |